# Phase (astronomie)
Pour les articles homonymes, voir Phase.

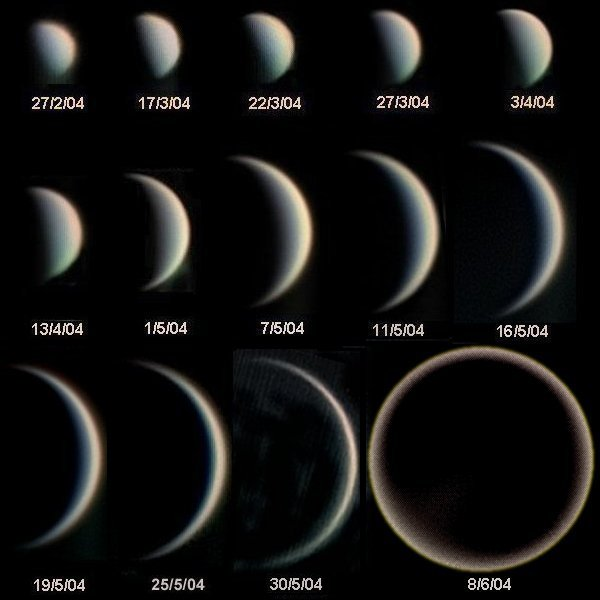
Phases de Vénus

En astronomie, la phase d'une planète ou d'un satellite naturel désigne l'apparence de sa partie éclairée telle qu'elle est perçue par un observateur suffisamment éloigné pour voir cet objet dans son ensemble. Ce terme, plutôt réservé aux corps d'aspect globalement sphérique, est une généralisation des phases de la Lune. La notion d'angle de phase est directement issue de celle de phase d'un corps céleste.
Depuis la Terre, seuls les objets orbitant à une distance du Soleil inférieure à celle de la Terre peuvent présenter la totalité des phases possibles, y compris les croissants, car ils peuvent être vus sous tous les angles de phase, de 0 à 180°. C'est notamment le cas de Mercure, Vénus et la Lune.
En revanche, les objets qui orbitent à une distance au Soleil toujours supérieure à celle de la Terre ne peuvent être vus depuis notre planète que sous des angles de phase inférieurs à 90°, et ne présentent donc jamais de croissants. Mars est ainsi toujours vue pleine ou gibbeuse, étant éclairée à au moins 87 %.

## Relation avec l'angle de phase
La phase peut être définie quantitativement comme le rapport de l'aire de la fraction éclairée du disque (lunaire ou planétaire) sur l'aire totale du disque. Ce rapport, généralement noté k, est relié à l'angle de phase noté i par la formule :
Ainsi à un angle de phase de 0° correspond une phase de 1, c'est-à-dire 100 % du disque éclairé.